# Loi de Rayleigh-Jeans
Ne doit pas être confondu avec Loi de Rayleigh.

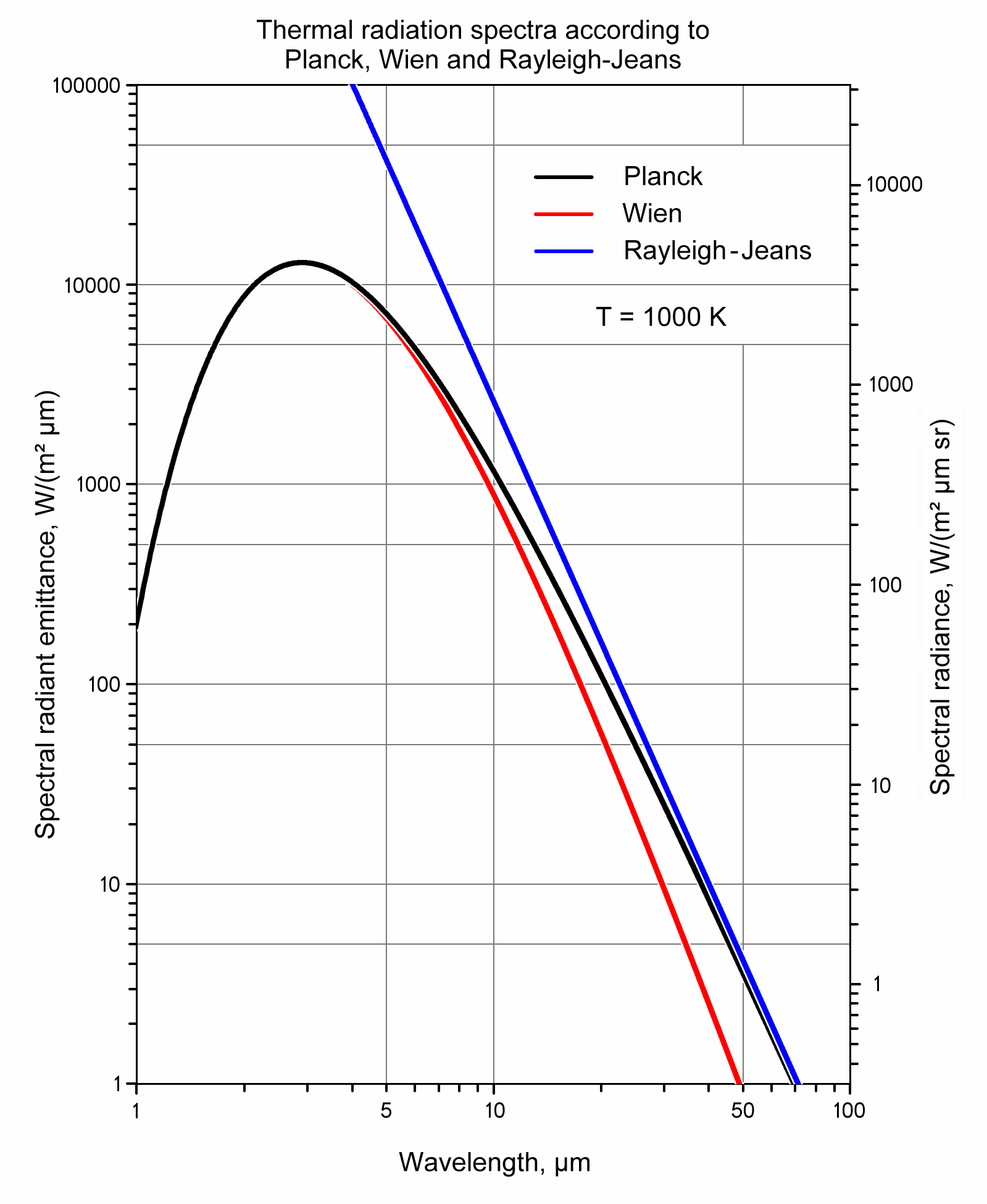
Comparaison de différentes lois de rayonnement (Rayleigh-Jeans, Wien et Planck) pour un corps noir à 1000 K. Les lois de Planck et de Rayleigh-Jeans s'accordent bien aux longueurs d'onde les plus grandes. Les lois de Planck et de Wien s'accordent elles bien aux longueurs d'onde les plus courtes.

La loi de Rayleigh-Jeans est une loi proposée en 1900 par le physicien britannique John William Strutt Rayleigh et corrigée quelques années plus tard par James Jeans afin d'exprimer la distribution de la luminance spectrale énergétique ({\displaystyle L_{\lambda }}) du rayonnement thermique du corps noir, en fonction de la longueur d'onde ({\displaystyle \lambda }) à une température ({\displaystyle T}) donnée :
{\displaystyle L_{\lambda }(T)={\frac {2ckT}{\lambda ^{4}}}}
où {\displaystyle k} est la constante de Boltzmann et {\displaystyle c} la vitesse de la lumière. Il est également possible d'écrire cette loi non plus en fonction des longueurs d'onde, mais des fréquences ({\displaystyle \nu }) :
avec {\displaystyle \lambda ={\frac {c}{\nu }}}, d'où {\displaystyle d\lambda =-{\frac {c}{\nu ^{2}}}d\nu }, on obtient : 
{\displaystyle L_{\nu }(T)={\frac {2kT}{c^{2}}}\nu ^{2}}
La loi de Rayleigh-Jeans est aujourd'hui obtenue comme l'approximation pour les faibles énergies (grandes longueurs d'onde ou fréquences faibles) de la loi de Planck :
{\displaystyle L_{\nu }^{\circ }(T)={\frac {2h\nu ^{3}}{c^{2}}}{\frac {1}{\mathrm {e} ^{h\nu /(kT)}-1}}\approx {\frac {2\nu ^{2}kT}{c^{2}}}=L_{\nu }(T)} pour {\displaystyle h\nu \ll kT}.
Si la loi de Rayleigh-Jeans coïncide bien avec les résultats expérimentaux pour les grandes longueurs d'onde (basses fréquences, rayonnement le moins énergétique), ses prédictions sont en revanche totalement fausses pour les courtes longueurs d'onde (de haute énergie). Elle prévoit même une luminance infinie à courte longueur d'onde. Ce résultat fut à l'origine de la « catastrophe ultraviolette », un des problèmes majeurs de la physique classique à l'aube du XXe siècle. Il fut résolu par Max Planck et son modèle (loi de Planck), qu'il interpréta en introduisant la notion de quantum d'énergie, associé aux échanges entre le rayonnement et les parois de la cavité, première étape du développement de la physique quantique.

## Contexte historique
Le monde scientifique s'intéresse au rayonnement du corps noir depuis les années 1880. En 1896, le physicien allemand Wilhelm Wien utilise une approche thermodynamique pour formuler une première loi modélisant la distribution fréquentielle de ce rayonnement, la loi de Wien. Si les prédictions théoriques de cette loi coïncident bien avec les résultats expérimentaux pour les hautes fréquences (faibles longueurs d'onde), elles s'en écartent par contre assez rapidement pour les basses fréquences (longueurs d'onde élevées). En 1900, Lord Rayleigh utilise lui une approche de mécanique statistique pour aboutir à une loi donnant à la luminance énergétique une dépendance en  λ−4. Cette loi sera corrigée en 1905 par James Jeans, pour inclure un facteur de proportionnalité. Même corrigée, cette loi reste fausse pour les hautes fréquences (faibles longueurs d'onde), mais elle servit de base, avec la loi de Wien, à Max Planck pour déterminer la loi de Planck.